# Keblov
Keblov je obec v okrese Benešov ve Středočeském kraji. Žije zde 188 obyvatel.
Ve vzdálenosti čtrnáct kilometrů západně leží město Vlašim, 22 kilometrů východně město Světlá nad Sázavou, 25 kilometrů jižně město Humpolec a třicet kilometrů západně město Benešov. Půl hodiny chůze od Keblova přes vísku Sedlice se nachází osada Za Hůrkou s několika staveními.

## Historie

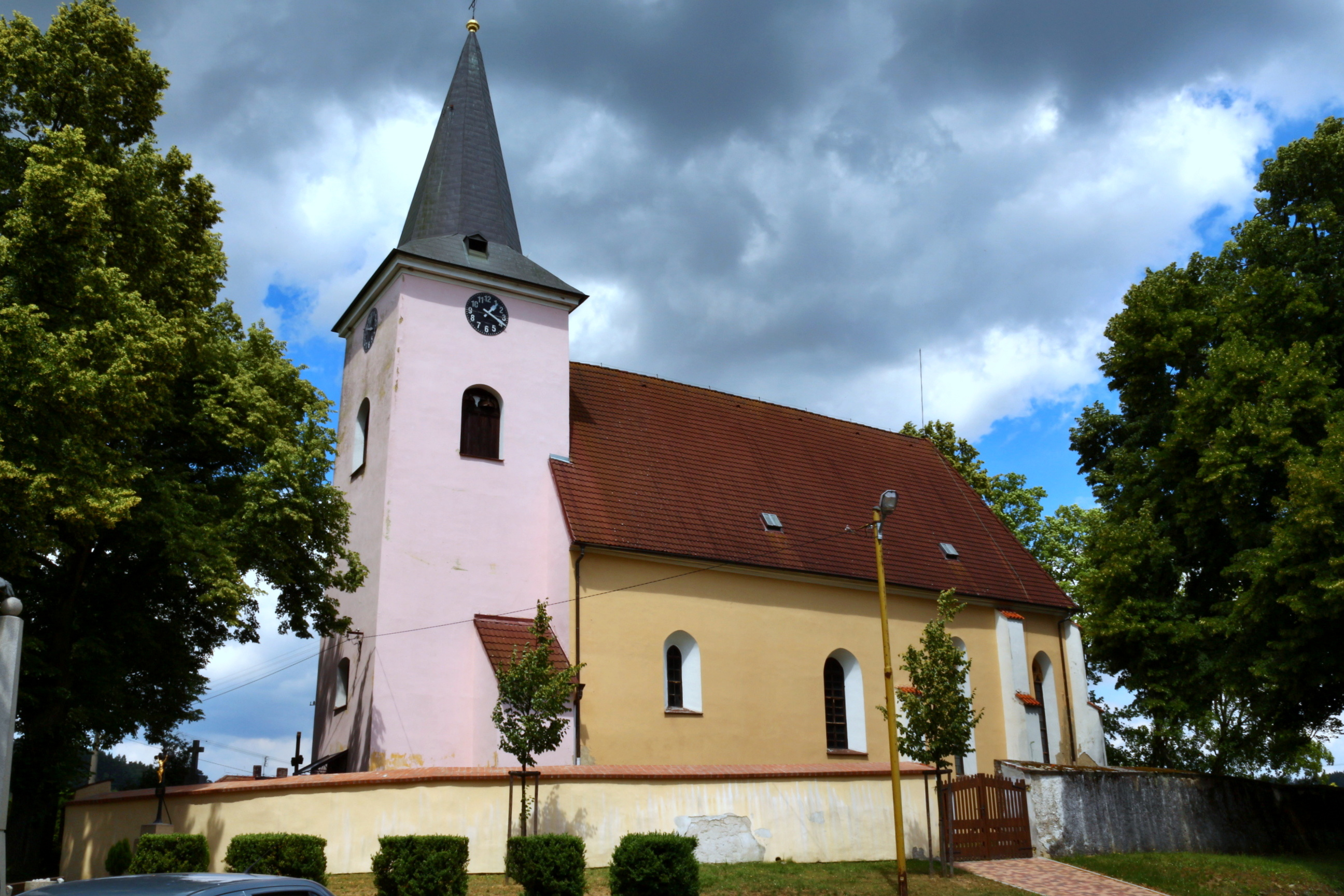
Kostel Nanebevzetí Panny Marie

První písemná zmínka o obci pochází z roku 1295 jakožto majetek pražských biskupů.

### Keblovská tvrz
Ležela zde tvrz, první zmínku o ní máme z roku 1437 kdy jakýsi Jan Husovec, prodává měšťanu Janu Matysovi z Hostiny tvrz Zaháj s dvorem. Zbytky tvrze se zachovaly v lese na východním okraji vsi. Jejím pozůstatkem je okrouhlý pahorek doposud obklopený, bahnitým příkopem. Jednalo se o věžovitou tvrz.
Další zmínka byla v druhé polovině 17. století, kdy se uvádí že za třicetileté války byla zničena a proto si Jan Matys roku 1670 postavil náhradní dřevěnou tvrz po této tvrzi zůstala studna. Jan Matys poté opustil sídlo a postavil tvrz zděnou.
V roce 1702 umírá Jan Matys a je pohřben v Keblovském kostele jeho náhrobní kámen je v podlaze kostela.
Keblovská tvrz pak ztratila význam jako panské sídlo a byla přestavěna na sýpku a později beze stopy zanikla.

## Obyvatelstvo
| Rok            | 1869 | 1880 | 1890 | 1900 | 1910 | 1921 | 1930 | 1950 | 1961 | 1970 | 1980 | 1991 | 2001 | 2011 | 2021 |
| -------------- | ---- | ---- | ---- | ---- | ---- | ---- | ---- | ---- | ---- | ---- | ---- | ---- | ---- | ---- | ---- |
| Počet obyvatel | 438  | 497  | 477  | 477  | 485  | 470  | 449  | 328  | 307  | 285  | 255  | 204  | 203  | 175  | 187  |
| Počet domů     | 64   | 67   | 72   | 74   | 80   | 84   | 85   | 91   | 77   | 73   | 69   | 92   | 97   | 102  | 97   |

## Obecní správa

### Územněsprávní začlenění

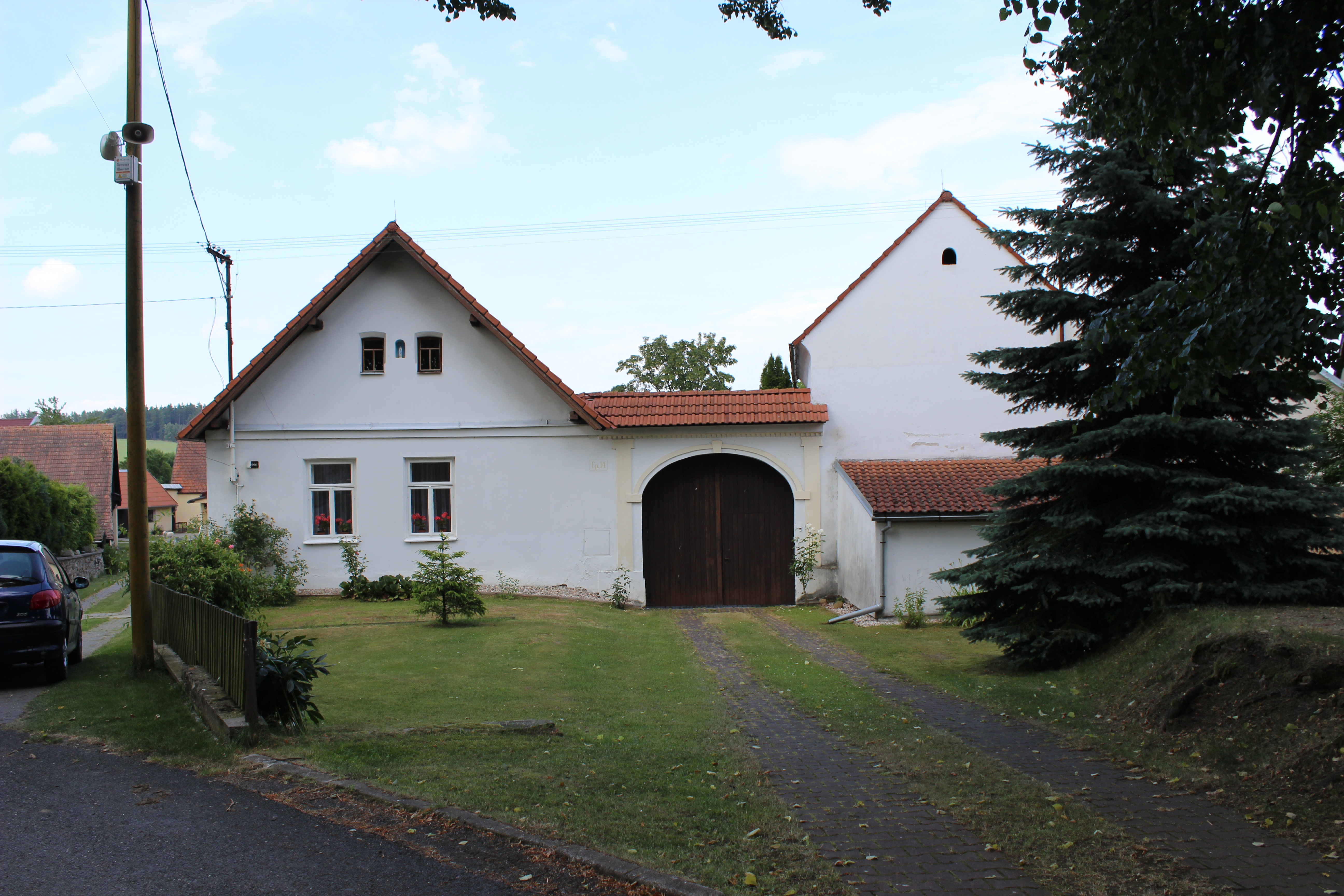
Jeden z domů v Keblově

Dějiny územněsprávního začleňování zahrnují období od roku 1850 do současnosti. V chronologickém přehledu je uvedena územně administrativní příslušnost obce v roce, kdy ke změně došlo:
- 1850 země česká, kraj Pardubice, politický okres Ledeč, soudní okres Dolní Kralovice[6]
- 1855 země česká, kraj Čáslav, soudní okres Dolní Kralovice
- 1868 země česká, politický okres Ledeč, soudní okres Dolní Kralovice
- 1939 země česká, Oberlandrat Německý Brod, politický okres Ledeč nad Sázavou, soudní okres Dolní Kralovice[7]
- 1942 země česká, Oberlandrat Tábor, politický okres Ledeč nad Sázavou, soudní okres Dolní Kralovice[8]
- 1945 země česká, správní okres Ledeč nad Sázavou, soudní okres Dolní Kralovice[9]
- 1949 Jihlavský kraj, okres Ledeč nad Sázavou[10]
- 1960 Středočeský kraj, okres Benešov
- 2003 Středočeský kraj, okres Benešov, obec s rozšířenou působností Vlašim

### Části obce
- Keblov
- Sedlice

### Obecní symboly
Znak a vlajka byly obci uděleny rozhodnutím předsedy Poslanecké sněmovny Parlamentu České republiky dne 27. května 2008.

## Doprava
Dopravní síť
- Pozemní komunikace – Do obce vede státní silnice III. třídy od exitu 66 dálnice D1 (tři kilometry od sjezdu), které se zde kříží se silnicí stejné kategorie. Poblíž katastrálního území obce prochází dálnice D1.

- Železnice – Železniční trať ani stanice na území obce nejsou. Ale do roku 1975 zde vedla železniční trať Benešov u Prahy – Trhový Štěpánov – Dolní Kralovice, kde se nacházela i železniční stanice Keblov.

Veřejná doprava 2012
- Autobusová doprava – V obci zastavovaly autobusové linky jedoucí např. do těchto cílů: Benešov, Čechtice, Dolní Kralovice, Praha, Snět, Trhový Štěpánov, Vlašim.

## Turistika
Obcí vede turistická trasa  Vlašim - Trhový Štěpánov - Keblov - Křivsoudov - Snět.

## Společnost
V obci Keblov (přísl. Sedlice, 470 obyvatel, poštovna, katol. kostel) byly v roce 1932 evidovány tyto živnosti a obchody: výroba čerpadel, 2 hostince, kovář, Družstevní lihovar pro Keblov, mlýn, 2 obuvníci, pila, řezník, 3 obchody se smíšeným zbožím, Spořitelní a záložní spolek pro Keblov, 2 trafiky, 2 truhláři.
Jedinou státní institucí v obci je obecní úřad. Je zde také sbor dobrovolných hasičů, fotbalové hřiště místního fotbalového klubu „Krtci“, nové dětské hřiště, obchod s potravinami, hospoda a také krytý parket, kde se v průběhu roku pořádá řada obecních společenských akcí.

## Pamětihodnosti
V obci je kostel Nanebevzetí Panny Marie (původně gotický) je z konce 13. století. Rozhodující pro jeho dnešní vzhled byl požár v roce 1895, kdy byl kostel velmi poničen a přišel i o zvony. Vzápětí byl opraven, opatřen novým oltářem a čtyřmi zvony a v roce 1897 znovu vysvěcen. Věžní hodiny jsou z roku 1949. Kostelní zvon je původně z kostela z Dolních Kralovic, které byly zatopeny při budování vodní nádrže Švihov (více známé jako v. n. Želivka). Kolem kostela rostou majestátní stoleté lípy.

## Galerie

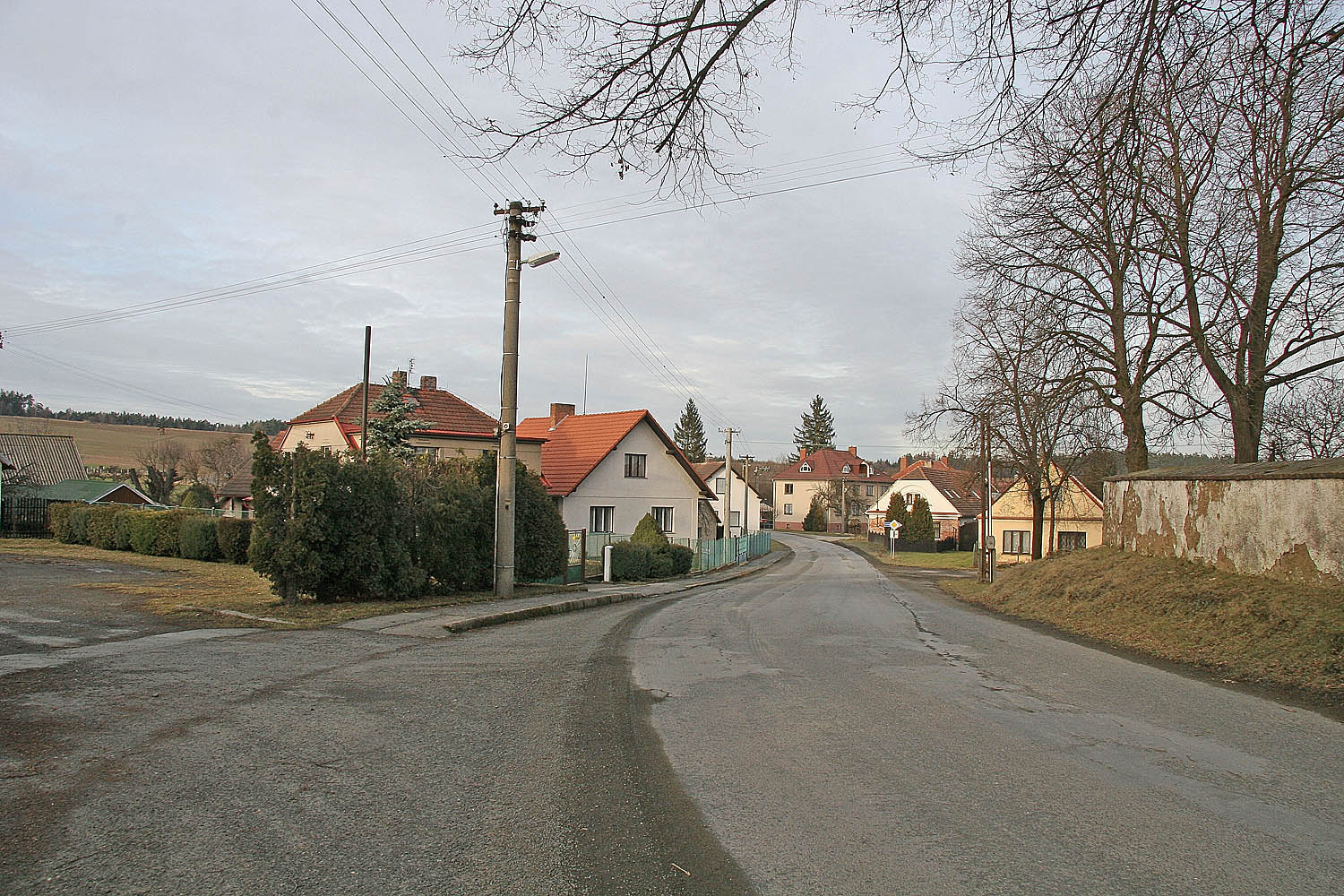
Pohled na silnici u kostela v Keblově
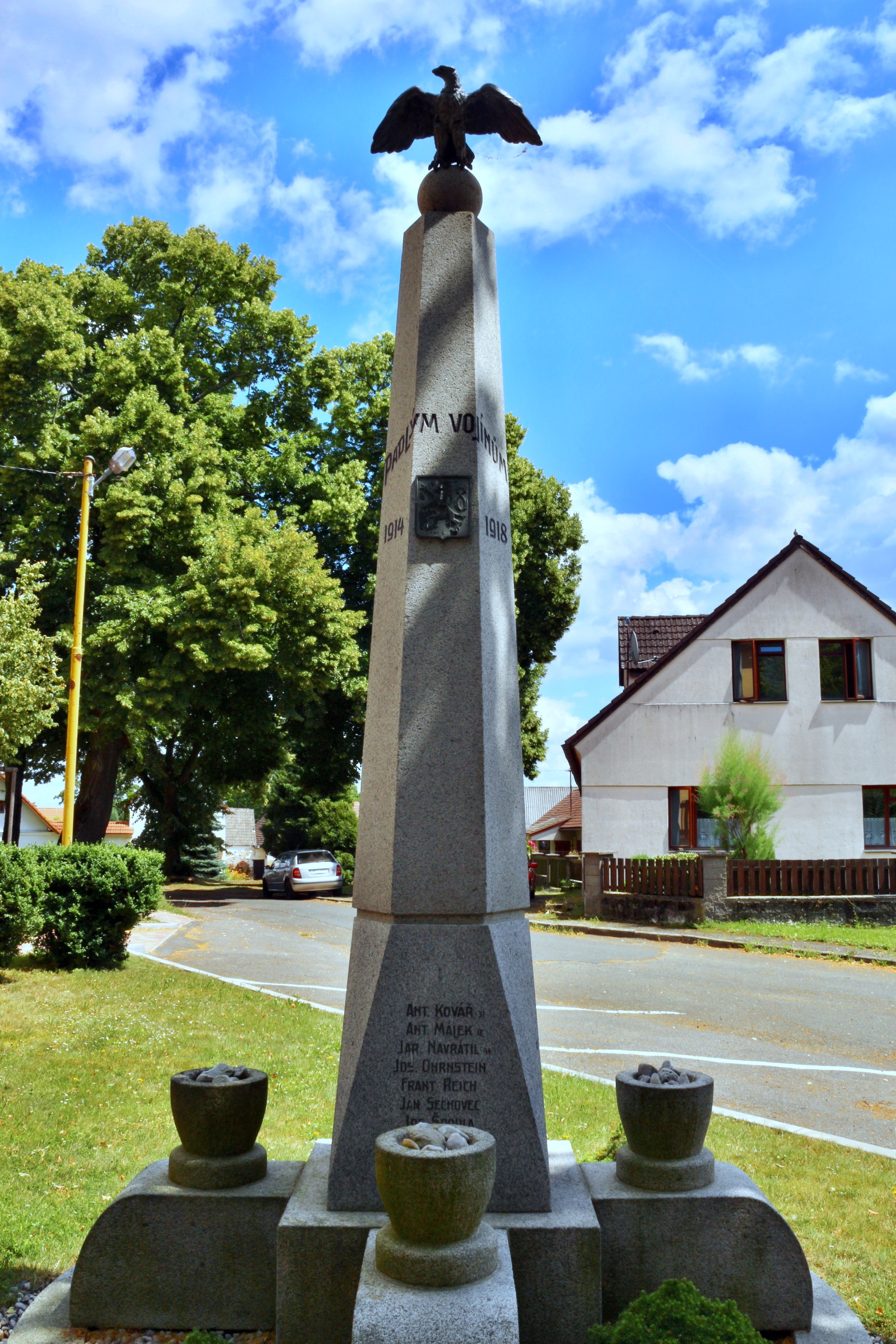
Pomník na návsi před kostelem věnovaný padlým v první světové válce